# Râul Murgașul Mare
Râul Murgașul Mare este un curs de apă, afluent de stânga al râului Călinești, care este, la rândul său, afluentul râului Olt.

## Afluenți
Râul Murgașul Mare nu are afluenți suficient de mari pentru a fi importanți hidrologic.